# شادي محمد
شادي محمد هو لاعب كرة قدم سابق ولعب للعديد من الانديه اكبرها النادى الاهلى ونادى الاسماعيلى ونادى الاتحاد السكندرى ولعب في مركز المدافع المساك .وهو الآن يعمل كإعلامى في قناة النادى الاهلى ويقدم برنامج الكره والجماهير بعد اعتزاله كرة القدم بعد ثورة يناير 2011 . .

## روابط خارجية
- شادي محمد على موقع الاتحاد الدولي (مؤرشف)  (الإنجليزية)
- شادي محمد على موقع قاعدة بيانات كرة القدم.إي يو (الإنجليزية)
- شادي محمد على موقع ناشيونال فوتبول تيمز (الإنجليزية)
- شادي محمد على موقع Soccerway.com (الإنجليزية)
- شادي محمد على موقع كووورة